# Regalskeppet Vasa
Regalskeppet Vasa, eller Vasaskeppet i vardagligt tal, var ett svenskt örlogsfartyg som kantrade och sjönk utanför Beckholmen i Stockholms inlopp på sin jungfruresa, den 10 augusti 1628, mellan klockan fyra och fem på eftermiddagen. Efter några tidiga misslyckade försök att bärga henne på 1600-talet, glömdes Vasa i stort sett bort. Skeppets ungefärliga position förblev känd in på mitten av 1800-talet, men inga allvarliga försök gjordes för att bärga det. År 1956 lyckades amatörforskaren och ingenjören Anders Franzén, tillsammans med dykaren Per Edvin Fälting, åter fastställa Vasas exakta position och efter flera år av marinarkeologiska utgrävningar och förberedelser lyftes Vasa över vattenytan 24 april 1961. Sedan 1990 ingår fartyget i en permanent utställning i Vasamuseet på Djurgården i Stockholm. Fram till 1988 förvarades vraket i Wasavarvet, en tillfällig byggnad som förutom att vara en kombinerad konserveringslokal fick fungera som ett tillfälligt museum. Vasa är ett unikt och välbevarat vrak och det enda 1600-talsskeppet som har blivit bärgat i så gott som komplett skick. Vasa har blivit en av Sveriges mest populära sevärdheter och lockade mellan 1961 och 2011 över 29 miljoner besökare.
När Vasa byggdes var hon avsedd att bli en symbol för Sveriges militära och politiska makt, vilket även inbegrep Gustav II Adolfs auktoritet som krigarkung. Stora kostnader lades ner på att dekorera och utrusta skeppet. Hon var även ett av landets största och tyngst bestyckade krigsfartyg när hon byggdes och hon var utsmyckad med hundratals skulpturer i bjärta färger. Vasa kallas i regel för ett "regalskepp", en term som menade att skeppen var namngivna efter Sveriges riksregalier, symboler för kungaätten. Senare har ordet fått en vidgad betydelse och syftar rent allmänt på "kungliga skepp" (royal eller real skepp), alltså de fartyg som tillhörde Kronan. Vasa fick den beteckningen redan på 1600-talet.
Den direkta orsaken till att Vasa förliste var att hon var för instabil för att kunna segla i hårdare vind. Trots att hon inte klarade ett vanligt stabilitetstest när hon låg vid kaj, lät man henne segla därför att Gustav II Adolf utövade påtryckningar för att kunna sätta in henne i sjökriget mot Polen, där Sigismund III var kung. Förhör hölls efter förlisningen, men eftersom kungen själv godkänt alla mått kunde ingen dömas som ansvarig för förlisningen.
Inuti och kring skeppet hittade man tusentals föremål samt kvarlevor av 16 människor. Bland fynden finns kläder, vapen, kanoner, verktyg, mynt, mat och dryck och sex av Vasas tio segel, varav merparten genomgått omfattande konservering. Föremålen och skeppet har varit ovärderliga genom att ge insikt i vardagslivet till sjöss, sjöstrid och skeppsbyggnadsteknik under tidigt 1600-tal. Sedan bärgningen har Vasa blivit en välkänd symbol för den svenska stormaktstiden och ett prestigeprojekt inom svensk och internationell marinarkeologi. Vasa har i media och hos den svenska allmänheten blivit en allmänt erkänd standard för att beskriva den historiska betydelsen av kända skeppsvrak.

## Historisk bakgrund

Historisk karta över Sveriges expansion 1560-1815. När Vasa byggdes tillhörde södra Sverige fortfarande Danmark, men samtidigt innehade man dagens Finland och Estland, samt Ingermanland och Karelen.

Under 1600-talet gick Sverige från att vara ett litet, fattigt kungarike i den nordeuropeiska periferin utan större inflytande till att bli en av de viktigaste stormakterna i europeisk politik och, från 1611 till 1718, att vara den mäktigaste staten kring Östersjön. Perioden går under namnet stormaktstiden och möjliggjordes av en rad skickliga monarker och etableringen av en starkt militariserad centralmakt med en effektiv krigsmakt. Processen används av svenska historiker som en av de mest extrema exempel på hur ett land utnyttjat så gott som alla sina resurser till att föra krig; det lilla nordiska kungariket hade genom ett enormt skatteuttag förvandlats till en militärstat.
Gustav II Adolf var en av de mest ansedda och krigiska av Sveriges kungar och hade regerat i mer än ett decennium när Vasa byggdes. Den svenska flottan var i dåligt skick och Sverige var i krig med Polen sedan 1625 och man var bekymrad över hur trettioåriga kriget gick i Tyskland. Kriget hade rasat sedan 1618 och läget såg dystert ut för den protestantiska sidan. För att säkra Sveriges intressen och för att kunna föra effektivt krig mot Polen krävdes en stark östersjöflotta. Förutom Polen var den främsta konkurrenten om sjöherraväldet Danmark vars kung Kristian IV, precis som Gustav II Adolf, engagerade sig personligen i arbetet med att bygga upp en slagkraftig flotta med hjälp av inhyrda utländska experter från bland annat Nederländerna och Tyskland. Den tyskromerske kejsaren Ferdinand II var en av ledarfigurerna på den katolska sidan och var allierad med Spanien under Filip IV. Båda tillhörde den mäktiga adelssläkten Habsburg och hade intressen av att få kontroll över handeln på Östersjön och därmed försvaga Nederländerna, som dominerade handeln i regionen.
Flottan drabbades av flera svåra bakslag under 1620-talet. 1625 råkade en flottstyrka utanför Rigabukten ut för en svår storm och 10 skepp gick på grund och förstördes. I slaget på Danzigs redd 1627 blev en svensk blockadstyrka utanför Danzig utmanövrerad och besegrad av en större polsk styrka, och man förlorade två mindre skepp. Tigern, den svenske amiralens flaggskepp, tillfångatogs och Solen sprängdes av sin egen besättning efter att hon äntrats och nästan tvingats till att stryka flagg. 1628 förlorade man ytterligare tre stora skepp på mindre än en månad: amiral Clas Larsson Flemings flaggskepp Kristina förstördes i en storm utanför Danzig, Riksnyckeln gick på grund utanför Viksten och, kanske mest förargligt för den svenska kronan, sjönk Vasa under sin jungfrufärd. Situationen förvärrades ytterligare för flottan av att Gustav Adolf förde krig på flera fronter. Förutom kriget mot Polen var man tvungen att ingripa mot katolska styrkor som hade ockuperat hela Jylland och hotade Köpenhamn. Även om den svenske kungen hade föga sympati för Kristian IV och arvfienden Danmark var det ännu värre om den strategiska passagen från Östersjön till Nordsjön skulle kontrolleras av katolska intressen.
Fram till början av 1600-talet hade den svenska flottan främst utgjorts av små skepp, ofta pinasser och andra mindre fartyg med endast ett batteridäck utrustat med relativt lätta kanoner samt mindre galärer, segelfartyg som även kunde manövreras med åror. De tyngsta pjäserna var främst 12-pundare, kanoner som avfyrade kulor som vägde runt 12 pund (ca 5,2 kilo). De små fartygen var billigare än stora skepp, bättre lämpade för eskort och för att patrullera viktiga farleder och väl anpassade för Östersjön. En flotta med stora skepp kunde däremot ingjuta mer respekt och kunde vara ett effektivt sätt att etablera auktoritet över såväl fiender som allierade, även utanför Östersjön. För den ambitiöse krigarkungen Gustav II Adolf var en flotta med en kärna av stora och slagkraftiga krigsskepp ett alternativ som inte fick gå förlorat. Vasa var det första av fem skepp som var avsedda att vara sin tids största och mest praktfulla fartyg. Tre av de fyra övriga skeppen Kronan, Scepter ("Spiran") och Göta Ark fyllde framgångsrikt rollen som kärnan i den svenska flottan fram till 1660-talet. De skepp som var namngivna efter riksregalierna kallades regalskepp och var i praktiken också de största och tyngst beväpnade. Vasa benämndes regalskepp först efter att hon sjunkit, även om hon idag är välkänd under den termen i anslutning till namnet. Begreppet användes endast under 1600-talet och beskrev inte någon specifik typ av fartyg.

### Fartygets namn

Den kungliga Vasaättens släktvapen, som Vasa blev uppkallat efter.

Fartyget var uppkallat efter vasen, den heraldiska symbol som ingick i Vasaättens släktvapen. Som andra skepp uppkallade efter symboler, föremål eller djur på 1600-talet var namnet därför i bestämd form, det vill säga "Vasen". Eftersom ett enhetligt skriftspråk ännu inte fanns på 1600-talet förekom olika former som "Wasen", "Wasan" och "Wassen". Först på 1900-talet började skeppet kallas "Wasa" efter den kungliga Vasaätten, något som på 1990-talet moderniserades till "Vasa". Namnet hade tidigare använts för två andra skepp: ett som byggdes på 1570-talet och som blev mer känt som Smålands Lejonet, samt ett som byggdes 1599 och förliste 1623 men i modern tid blivit känd som Riksvasa.

## Bygget
Vasa beställdes 1625, tillsammans med tre andra fartyg. Arbetet på Stockholms skeppsgård på dåvarande Skeppsholmen (idag Blasieholmen) leddes av Antonius Monier med nederländaren Henrik Hybertsson som skeppsbyggmästare, och efter Henrik Hybertssons död 1627 slutfördes bygget under ledning av hans hustru Margareta. 16 januari 1625 tog Henrik och Arendt de Groote över skeppsgården och skrev under ett kontrakt för att bygga fyra skepp, två större med en köllängd runt 41 m och två mindre på 33 m. Vasa byggdes av ek som är ett starkt träslag. 
Efter ett par år fick skeppsgården ekonomiska problem som försenade byggandet av de beställda skeppen. Samtidigt förlorade den svenska flottan 10 skepp i en storm och kungen skickade ett brev till amiral Clas Fleming där han insisterade på att han skulle se till att Henrik snabbade på bygget av de två mindre skeppen. I brevet skickade kungen mått på skeppet som skulle ha en köllängd på 120 fot (37 m). Det här orsakade Henrik problem eftersom de nya måttangivelserna nu låg mellan de tidigare angivelserna för de större och mindre fartygen och stockar till kölen hade redan huggits. I ytterligare ett brev 22 februari 1626 krävde kungen återigen att de nya måtten skulle följas. Hybertsson fick aldrig se Vasa färdigbyggd. Han blev sjuk i slutet av 1625, när byggnationen pågått i ett år, och dog våren 1627. Ansvaret för bygget föll på Henriks assistent, Henrik "Hein" Jacobsson, även han en nederländsk invandrare.
Vasa hade en köllängd på 135 fot och var således ett av de större skeppen. Hon byggdes enligt det holländska manéret, vilket innebar att fartygen gjordes grundgående med en relativt flat botten. Detta förde med sig svårigheter att få plats med en tillräckligt stor och tillräckligt lågt placerad barlast. Vasa var också det första skepp byggt enligt det holländska manéret som försågs med två genomgående batteridäck samt plats för ett antal kanoner på övre däck.

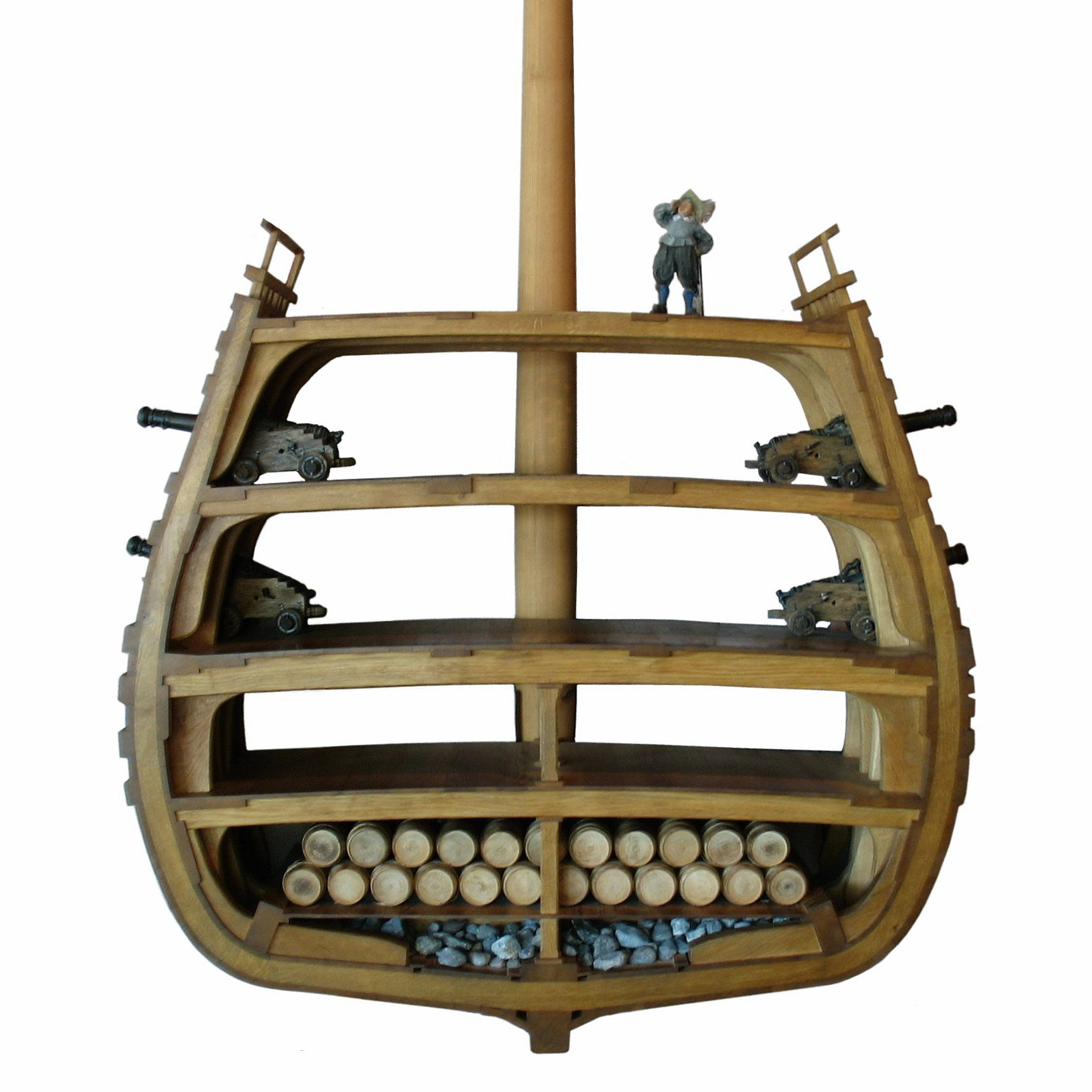
En modell som visar Vasas skrovprofil och den huvudsakliga däckstrukturen.

Vasa var tillräckligt långt kommen 1627 för att hon skulle kunna sjösättas på våren. Efter det började arbetet med att slutföra väderdäcket, akterkastellet, galjonen och riggen. Vid den tiden hade Sverige fortfarande inte utvecklat någon större vävindustri för tillverkning av segeltyg och man var tvungen att beställa tyger från utländska tillverkare i Frankrike, Tyskland och Nederländerna. Seglen tillverkades främst av hampa och delvis av lingarn. Riggen var helt och hållet av hampa som importerats från Lettland via Riga. Kungen besökte skeppsgården i januari 1628 och gjorde vad som troligen var hans enda besök ombord.
Våren 1628, när barlasten, men inte bestyckningen tagits ombord  gav amiral Fleming order om att man skulle pröva Vasas stabilitet. Standardtestet var att låta 30 sjömän springa fram och tillbaka från en sida av skeppet till den andra för att se hur mycket skeppet skulle kränga. När man gjorde detta på Vasa började skeppet att kränga så mycket att man avbröt testet efter bara tre vändor. Varken Hein Jacobsson eller Johan Isbrandsson, de två skeppsbyggmästarna, var närvarande vid stabilitetstestet. Skeppet var alltså farligt instabilt, och det visste kapten Hansson, amiral Fleming och många i besättningen efter stabilitetstestet. Enligt Vasas skeppare Göran Mattsons senare vittnesmål, hade Fleming efter krängningsprovet sagt att han önskat att kungen varit i Stockholm, men Gustav Adolf var upptagen i Polen och upprepade i brev efter brev sina krav att skeppet skulle bli stridsdugligt så snart som möjligt.
Det råder viss oenighet huruvida Vasa blev förlängd medan hon byggdes och huruvida ett extra batteridäck lades till efter att byggnationen påbörjats. Enligt marinarkeologen Fred Hocker finns det mycket lite bevis som stödjer tesen om att Vasa genomgick några omfattande modifikationer efter att kölen sträckts. Skepp samtida med Vasa som blev förlängda delades på mitten och förlängningen lämnade tydliga spår i form av skarvar i konstruktionen; sådana skarvar saknas på Vasa. Att ytterligare ett batteridäck lades går inte helt att avfärda, men eftersom 72 stycken 24-pundare beställdes den 5 augusti 1626, i samband med att skeppet byggdes, talar det mot ett enda batteridäck. Beställningen skedde mindre än fem månader efter att man börjat bygga skeppet och måste enligt Hocker ha ingått i de ursprungliga specifikationerna. Den samtida Galion du Guise, enligt Arendt Hybertsson förebilden för Vasa, hade också två batteridäck även om det saknade ett komplett väderdäck midskepps.

### Bestyckning

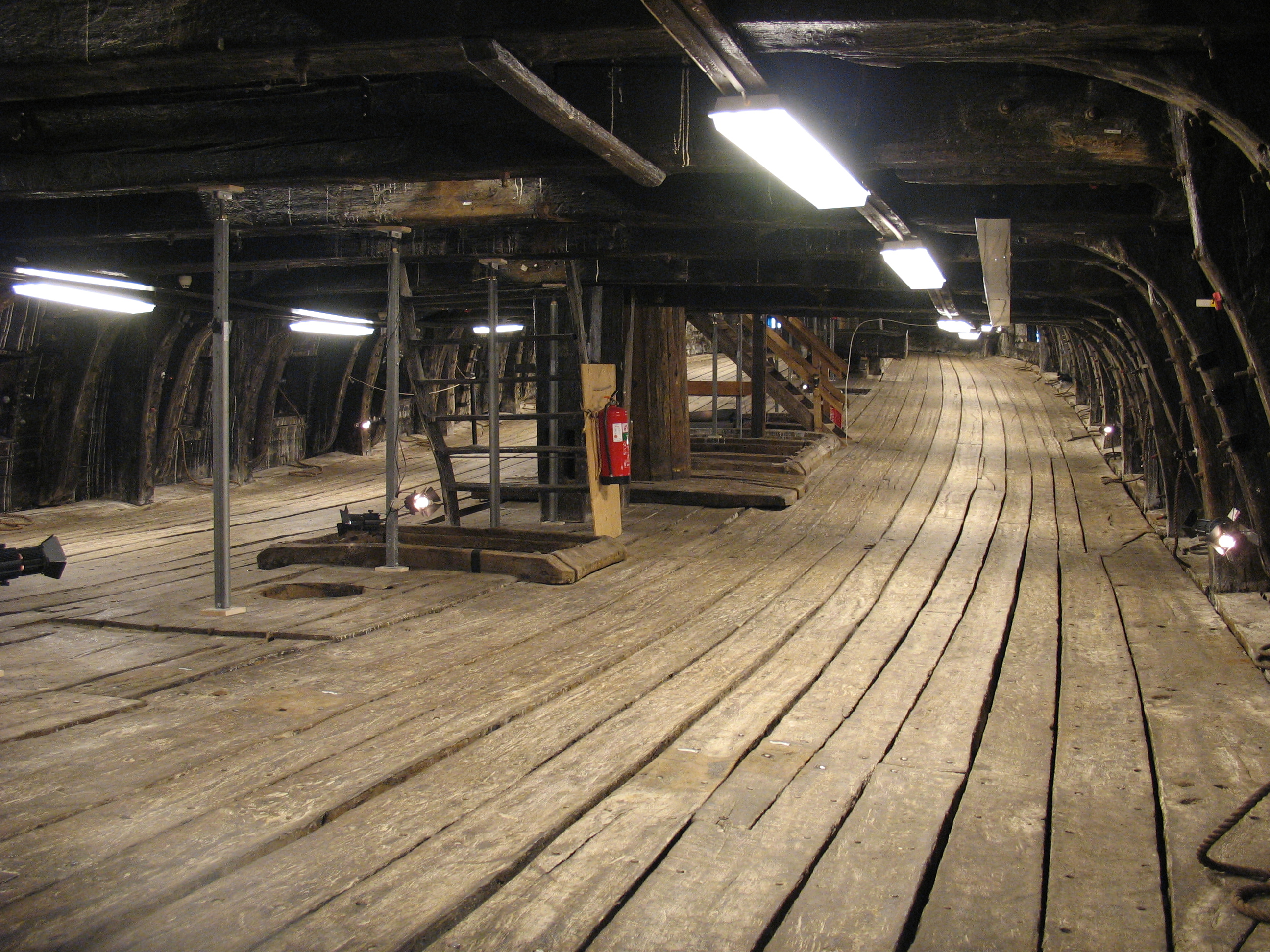
Nedre batteridäck sett i riktning mot fören.

Vasa byggdes under en övergångsperiod för marin krigföring, från en tid då äntring fortfarande var en av de huvudsakliga taktikerna till tiden då linjeskeppen började dominera sjöslagen med fokus på överlägsen eldkraft och strikta formationer. Vasa var utrustad med både ansenlig eldkraft och en hög akter som skulle tjäna som en eldgivningsplattform i närstrid. Hon var inte det största skeppet som byggts och hade inte heller det största antalet kanoner. Det som gjorde att hon kan betraktas som det slagkraftigaste krigsskepp när hon byggdes var att hennes bredsida, den sammanlagda vikten av den ammunition som kunde slungas från en sida av skeppet om alla kanoner avfyrades samtidigt, var på 267 kg. Det var inte förrän på 1630-talet som ett skepp som kunde avfyra större mängder ammunition skulle byggas. Det här stora övertaget i eldkraft var också inhyst i ett skepp som var relativt litet i jämförelse med dess bestyckning. Som jämförelse hade USS Constitution, en berömd amerikansk fregatt som byggdes 169 år efter Vasa, en bredsida som var ungefär likvärdig, men med ett skrov som vägde över 700 ton mer än Vasa.
Constitution var dock byggd enligt principer som följde linjetaktiken där fartyg utkämpade slag i linjeformationer där fartyg försökte koordinera sig för att rikta sina bredsidor mot fienden. Kanonerna riktades åt samma håll och avfyrades ofta i en enda salva för maximal effekt. Under 1600-talet hade man ännu inte utvecklat någon organiserad taktik för segelfartyg i större formationer. Istället stred fartyg individuellt eller i improviserade mindre grupper med fokus på att borda och erövra fiendeskepp. Vasa byggdes enligt det äldre taktiska tänkandet och saknade därför i praktiken den typen av bredsida som senare skulle utvecklas. Istället riktades och avfyrades kanonerna var för sig för att kunna täcka fartyget åt alla håll. Vasas artilleri kunde således täcka en nästan komplett cirkulär skottradie runt skeppet, med undantag för luckor rakt fram och snett bakom akterns sidor.
Sjöartilleriet låg i början av 1600-talet ännu i sin linda. Kanoner var dyra och hade en betydligt längre livslängd än något krigsskepp. I Sverige och många andra länder i Europa tillhörde inte enskilda pjäser ett skepp, utan kunde bytas ut beroende på skeppets syfte och uppdrag. Det var inte alltför ovanligt att kanoner kunde tjänstgöra i närmare 100 år och de flesta krigsskepp hade en livslängd på så lite som 15 till 20 år. Skeppen blev därför mestadels utrustade med kanoner av varierande ålder och storlek. Det som gjorde att Vasa kunde ha en så stor eldkraft var inte bara ett osedvanligt stort antal kanoner relativt utrymmet, utan även att 46 av de 48 24-pundarna var av en ny och lättare konstruktion (de återstående två 24-pundarna var av den äldre, tyngre typen). Vasas kanoner var som brukligt gjutna i brons i specialgjorda engångsformar, men med så stor precision att deras väsentliga mått varierade med enbart några millimeter, och med en kaliber på nästan exakt 146 mm. Den totala vikten för kanonerna var 72,2 ton. I övrigt bestod bestyckningen av:
- 8 stycken 3-pundare
- 2 stycken 1-pundare
- 6 stycken grovkalibriga så kallade stormstycken[30]

Rundkulor och så kallade avriggningsskott (pikelod, saxelod, kedjelod och länklod) utgjorde ammunition samt brandbomber och fyrkransar. Enligt bevarade handlingar skulle Vasa medföra 6 tunnor och 185 pund krut. En 24-pundig kanon krävde en bemanning av sju man, som var utrustade med laddskyffel, viskare, sättare, kruthorn, luntstake, kanonspakar med mera.

### Utsmyckning

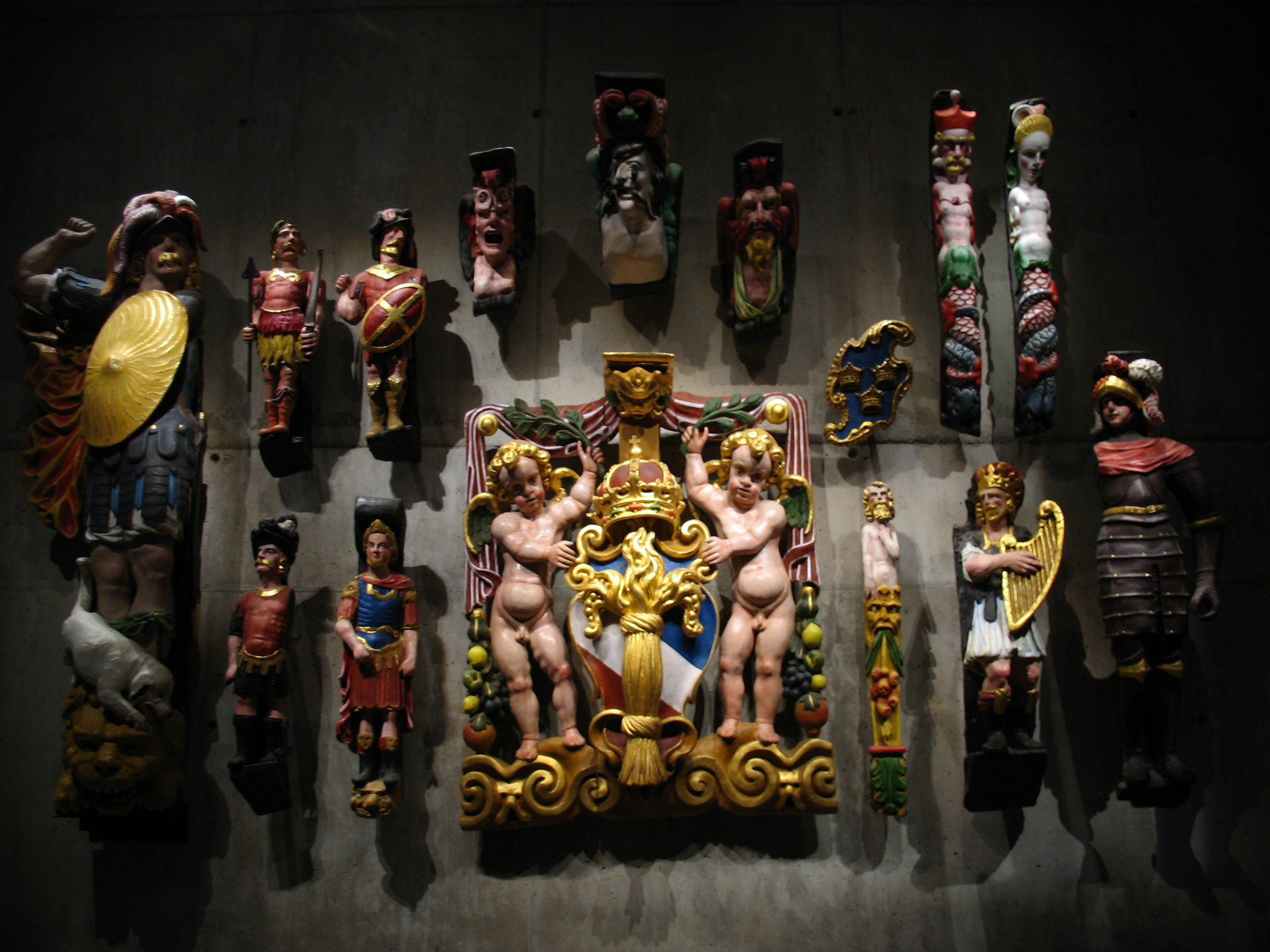
Reproduktioner av några av skulpturerna som prydde Vasa syns här i vid en utställning på Vasamuseet. Skulpturerna är målade i vad som anses vara de ursprungliga färgerna. De två keruberna i mitten håller upp släkten Vasas vapen, vasen, som gett skeppet dess namn (på 1600-talet tolkad som en sädeskärve).

När Vasa byggdes utsmyckades hon med skulpturer som skulle hylla och glorifiera monarkens auktoritet, visdom och skicklighet som krigsherre samtidigt som de skulle håna och skrämma fienden. Skulpturerna utgjorde en ansenlig del den totala kostnaden för att bygga skeppet och vägde så mycket att de i viss mån hämmade skeppets manöverduglighet. Bildspråket som tillämpades på utsmyckningen baserades till största del på renässansens hyllning och idealisering av den romerska och grekiska antiken, importerat till Sverige från Italien genom tyska och nederländska mästare. Motiven domineras av Medelhavets mytologi och historia, men det finns även figurer från gamla testamentet och till och med ett fåtal från det gamla Egypten. Många av skulpturerna är i en holländsk groteskornamentik som föreställer fantastiska och skrämmande varelser som sjöjungfrur, vildmän, monster och tritoner. Dekorationen inne i själva skeppet är mycket mer sparsam och är mestadels begränsad till befälens utrymmen och amiralskajutan i aktern.
Rester av färg har återfunnits på många skulpturer och andra delar av skeppet. Samtliga skulpturer var ursprungligen målade i klara, bjärta färger som i vissa fall förstärktes med äkta bladguld. Sidorna av galjonen (den utstickande plattformen under bogsprötet), relingen, taket på låringsgallerierna och bakgrunden på akterspegeln var alla målade röda och skulpturerna i naturliga färger. Tidigare trodde man att bakgrundsfärgen var blå och att de flesta skulpturerna vara helt förgyllda, något som tydligt kan ses i avbildningar av Vasa från 1970-talet till tidigt 90-tal, exempelvis i illustrationer av Björn Landström och i marinmålningar av Francis Smitheman. Under det sena 90-talet reviderades denna framställning, något som tydligt återspeglas i reproduktioner gjorda under senare år. Vasas målade skulpturer representerar bland de sista spåren av den medeltida skulpturtraditionen, med dess förkärlek för starka färger, innan barocken tog över med tunga helförgyllningar.

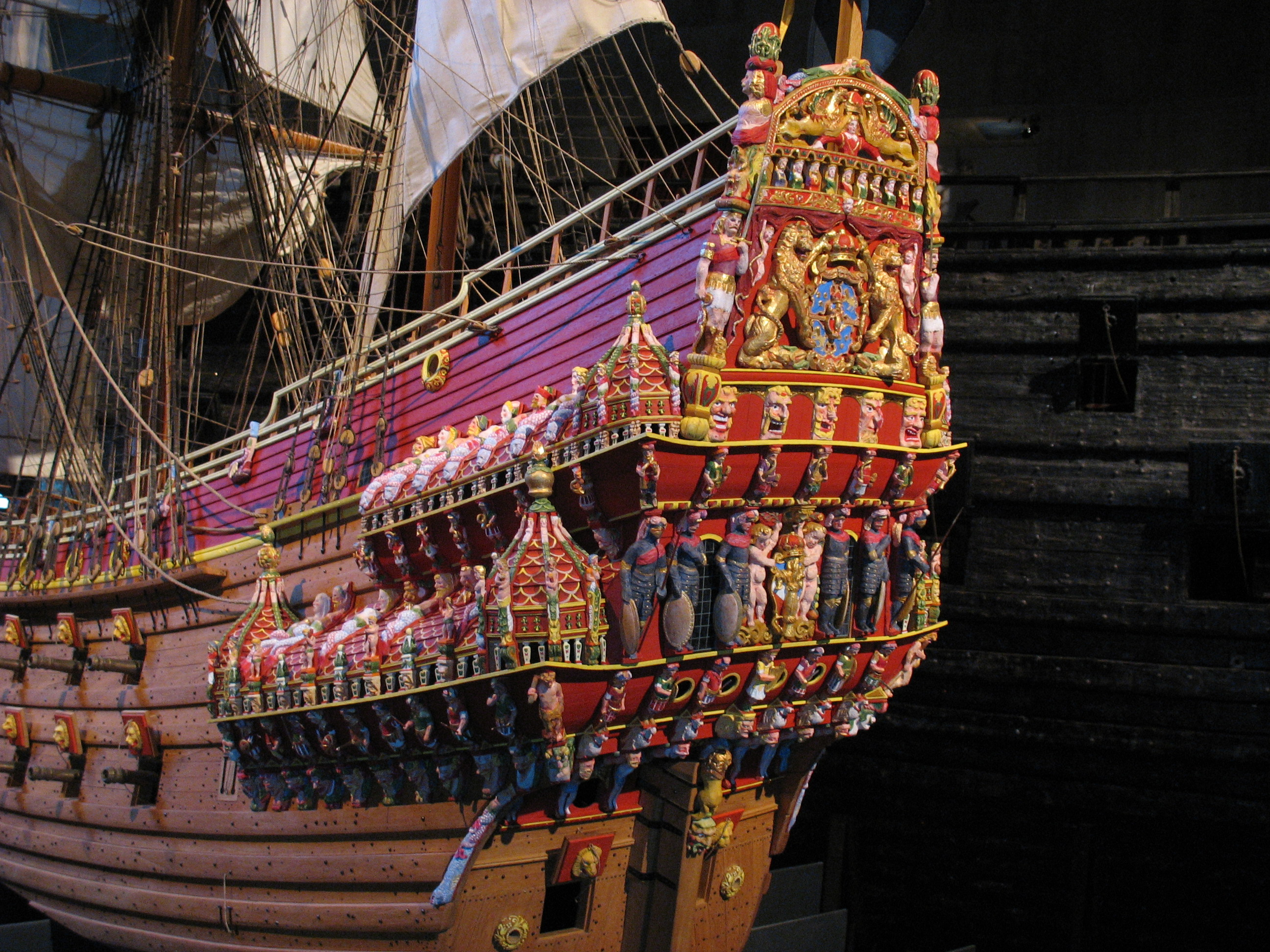
En modell i skala 1:10 av Vasa på Vasamuseet. Akterspegeln är målad i det man idag anser var originalfärgerna.

Skulpturerna är snidade i ek, furu och lind, och många av de större figurerna, som det tre meter stora lejonet som utgjorde galjonsfiguren, består av flera mindre delar som har snidats för sig och sedan satts ihop med järnbultar. Det finns ungefär 500 skulpturer, de flesta koncentrerade till det höga akterkastellet och dess gallerier och på galjonen längst fram på skeppet. Skulpturer av Herkules återfinns som varandras pendanger på de lägre låringsgallerierna, en äldre och en yngre. De representerar motsatta egenskaper av den mytologiska hjälten som var oerhört populär både under antiken och i 1600-talets Europa. På akterspegeln (den höga, platta ytan bak på skeppet) återfinns många bibliska och patriotiska motiv. Ett särskilt populärt och ständigt återkommande motiv är lejonet som finns på vardera sida av riksvapnet och som den stora galjonsfiguren, som rytande maskaroner på insidan av samtliga kanonportar, och till och med klängandes högst upp på det tio meter höga rodret. På vardera sida om galjonen fanns ursprungligen 20 skulpturer (även om bara 19 har återfunnits) som föreställer romerska kejsare från Tiberius till Septimius Severus. Nästan all heroisk eller positiv ikonografi är tänkt att direkt eller indirekt förknippas med kungen och hade avsikten att glorifiera honom som en absolut och felfri härskare. Den enda egentliga avbildningen av kungen är placerad högst upp på akterspegeln, där han återges som en ung pojke med långt, böljande hår. Här är han på väg att bli krönt (med en alldeles för stor krona) av två gripar som representerar hans far Karl IX.

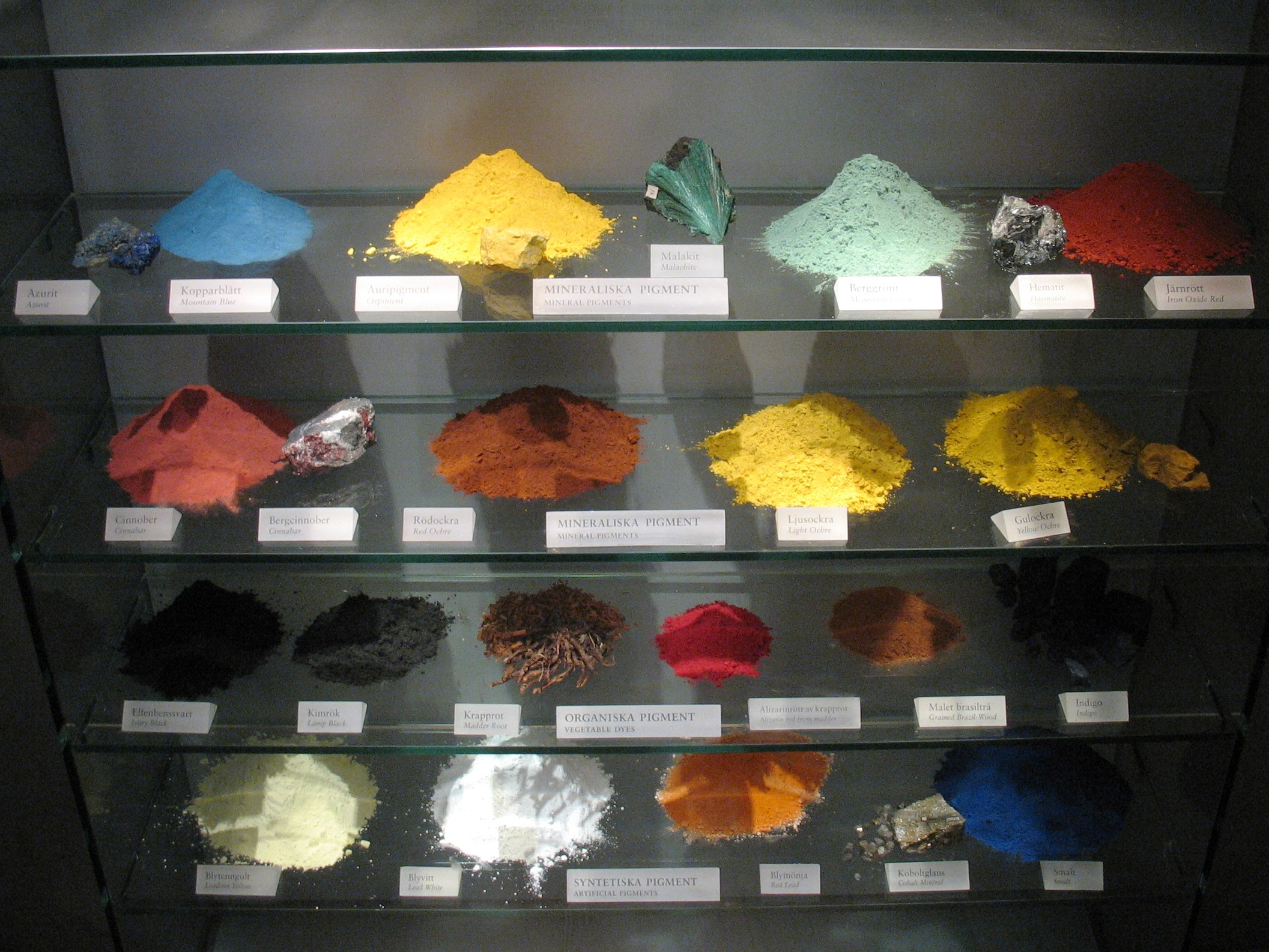
En utställning av de olika färgpigment som användes vid det varv där Vasa byggdes. Bild från en utställning på Vasamuseet.

Minst sex mästersnidare arbetade minst två år med att färdigställa skulpturerna och assisterades troligen av ett okänt antal lärlingar och medhjälpare. Ingen skulptör har kunnat signera sina verk, men den distinkta stilen hos en av de mest erfarna bildsnidarna, tysken Mårten Redtmer, går att identifiera. Andra konstnärer som Hans Clausink, Johan Didrichson Tijsen (eller Thessen) och möjligtvis Marcus Ledens, var anlitade för omfattande arbete vid skeppsvarvet när Vasa byggdes, men deras stilar har inte gått att associera med individuella skulpturer. Den artistiska kvalitén på snideriet varierar avsevärt och runt fyra rätt distinkta stilar har identifierats. Redtmers verk har beskrivits som "kraftfulla, livfulla och naturalistiska" och kan med stor säkerhet förknippas med en ansenlig del av skulpturerna, vilket inkluderar några av de viktigaste och mest prestigefyllda motiven: galjonslejonet, det kungliga vapnet och avbildningen av kungen högst upp på akterspegeln. Två av de andra stilarna beskrivs som "elegant [...], lite stereotyp och manieristisk", respektive "tung, sävlig men ändå rik och livlig". Den fjärde och sista stilen anses betydlig underlägsen de andra tre och anses "stel och osmidig" och var utförd av snidare av lägre kompetens, kanske till och med gesäller.

## Jungfrufärden

Karta över Vasas färd, från varvet (1) över slottet (2) där hon bestyckades och riggade till haveriplatsen söder om Beckholmen (3).

10 augusti 1628 beordrade kapten Söfring Hansson att Vasa skulle sätta segel på sin jungfrufärd mot ankringsplatsen vid Älvsnabben i Stockholms skärgård där hon skulle ta ombord soldater och proviant. Dagen var klar och stilla och den enda vind som blåste var en lätt bris från sydväst. Skeppet bogserades längs stranden till den södra delen av hamnen där man satte fyra av de tio seglen, och skeppet började röra sig österut. Kanonportarna på nedre batteridäck var öppna och det sköts salut när man började lämna Stockholms hamn.
Efter att Vasa hade kommit ur lä, fyllde en kastvind hennes segel och hon krängde plötsligt åt babord. Skoten släppte, och skeppet rätade upp sig när kastvinden passerat. Snart kom ytterligare en kastvind som åter tvingade ner skeppet på babords sida och den här gången krängde hon så kraftigt att vatten började forsa in i de öppna kanonportarna. Det inrusande vattnet gjorde att Vasas slagsida ökade och att barlasten blev förskjuten. Hon kantrade och sjönk på 32 meters djup, 120 meter från stranden. Överlevande besättningsmedlemmar klängde sig fast vid flytande bråte och de många närliggande småbåtarna som låg ute skyndade sig att undsätta. Trots deras insatser och det korta avståndet till land drunknade mellan 30 och 50 människor när skeppet sjönk enligt samtida rapporter. Flaggor och vimplar på för- och stormasten stod fortfarande ovanför vattenytan, men lutade kraftigt åt babord eftersom ballasten hade förskjutits när skeppet kantrat. Vasa sjönk i åsynen av en stor folkmassa om hundratals, om inte tusentals, vanliga stockholmare som kommit för att se det stora skeppet avsegla. Bland åskådarna fanns även utländska ambassadörer som tjänstgjorde som spioner åt Gustav II Adolfs vänner och fiender.

## Vasa som vrak

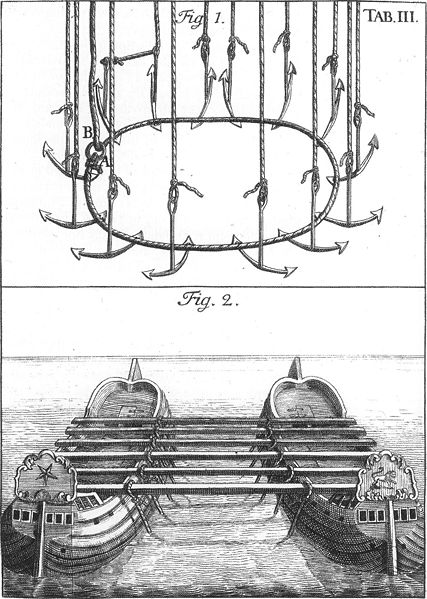
Illustration från en avhandling om bärgning från 1734 som visar på den traditionella metoden för att ta upp vrak med hjälp av ankare fästade i två skrov som tjänade som pontoner. Metoden är i princip identisk med den som senare användes för att bärga Vasa under 1900-talet.

Redan tre dagar efter katastrofen gick ett kontrakt för bärgning av skeppet men inget av dessa försök lyckades. Det tidigaste försöket att bärga Vasa gjordes av den engelska ingenjören Ian Bulmer, men han lyckades bara med att räta upp skeppet något åt styrbord vilket ledde till att skeppet satte sig än säkrare i dyn och försvårade bärgning.
Bärgningstekniken under tidigt 1600-tal var betydligt enklare än idag[när?], men följde i stort samma principer som användes för att bärga Vasa över 300 år senare. Två skepp eller gamla skeppsskrov sattes parallellt på vardera sidan av vraket och rep försedda med ankare sänktes och fästes i vraket. De två bärgningsskeppen fylldes med så mycket vatten så att de precis flöt, repen spändes och vattnet pumpades ut. När skeppen på ytan höjde sig över ytan drog de upp det sjunkna skeppet en bit och man kunde bogsera det in på något grundare vatten. Sedan upprepade man processen tills hela skeppet var ovanför ytan och kunde flyta av egen kraft. Vasas egenvikt under vattnet var inte stor, men leran hon sjunkit ner i gjorde att hon satt fast i botten och skeppet krävde därför stor lyftkraft för att rubbas. Mer än 30 år efter att Vasa sjönk, 1664, gjorde Albreckt von Treileben och Andreas Peckell ett framgångsrikt försök att bärga hennes kanoner. Med en enkel dykarklocka lyckades de två få upp mer än 50 kanoner.
Bärgningsförsöken avtog när det var uppenbart att skeppet inte kunde bärgas med dåtidens teknik, men Vasa föll inte helt i glömska efter att hennes kanoner bärgats. Skeppet nämns i flera historiker över Sverige och den svenska flottan, men skeppets exakta läge och andra detaljer varierade från verk till verk. 1844 lämnade flottofficeren Anton Ludwig Fahnehjelm in en ansökan om rättigheter att få bärga Vasa, i vilken han påstod att han lokaliserat vraket. Fahnehjelm var en uppfinnare som hade formgivit en tidig form av lätt dykardräkt och hade deltagit i andra bärgningsoperationer tidigare. Det finns inga källor om vad som hände med Fahnehjelms ansökan, och det har antagits att något bärgningsförsök aldrig blev av. I en beskrivning från 1850 skriver Fahnehjelm "fartyget ligger sjunket på 18 famnars djup, och afståndet emellan vattenytan och öfversta däcket, der kanonerna togos var omkring 12 famnar. Numera har vraket sammanfallit och känns först på 14 famnar". 1991 hittade man karta i Stockholms stadsmuseums arkiv som daterats till 1830-talet eller 1840-talet där skeppets exakta position angetts på en karta med beskrivningen wrak bredvid en prickad cirkel inklusive detaljerade djupangivelser kring vrakplatsen. Kartan hade på 1930-talet överlämnats till stadsmuseet från Stockholms stadsarkiv. En mycket snarlik karta från 1836 påträffades 2006 i Krigsarkivets samlingar. Här finns inte beskrivningen "wrak" utskriven, men platsen är markerad med en likadan cirkel med djupangivelser. i en artikel i Ny Illustrerad Tidning 1872 beskrevs dykningar som genomförts i Stockholm: År 1868: Under sommaren d. å. pågingo åtskilliga dykeriarbeten såväl å Stockholms ström som vid Dalarö. Under tidernas lopp hade å förstnämnde ställe helt naturligt samlat sig en mängd sjunkna fartygsvrak, ankare och kettingar, som i inte ringa grad vore besvärliga för sjöfarten. I synnerhet omkring Skeppsbron vid dervarande moringar lågo riktiga klungor af sammangyttrade ankaren och kettingar på sjöbotten. Af sjunkna vrak lågo flera på ganska djupt vatten utanför Södra Warfvet, Dockan etc. Ett sedan uråldriga tider sjunket linieskepp ligger i närheten av sistnämnde plats… Det omtalade "linieskeppet" torde syfta på Vasa. Under 1868 genomfördes rensingar av segelleden in till Stockholm med dykare. Det är dock oklart om man genomförde några mer omfattande dykningar på Vasa. På 1890-talet kom Ludvig Andreas Hubendick att intressera sig för dykningar på Vasa och lokaliserade vraket. Han försökte även få till stånd en bärgning av vraket, och lyckades få flera inflytelserika personer att intressera sig för vraket. Bland annat uppvaktades Oscar II för att få honom att engagera sig för projektet. Några varaktiga konsekvenser blev det dock inte av planerna. I Hubendicks arkiv finns både avkalkeringar av lägeskartan från 1840-talet och egna kartor med ensmärken för att tydligt positionera vraket. Planerna kom dock att rinna ut i sanden. 1999 trädde också ett vittne fram som hävdade att hans far, en underofficer i svenska flottan, hade deltagit i dykningsövningar till Vasa på 1920-talet.

### Nedbrytningsprocessen

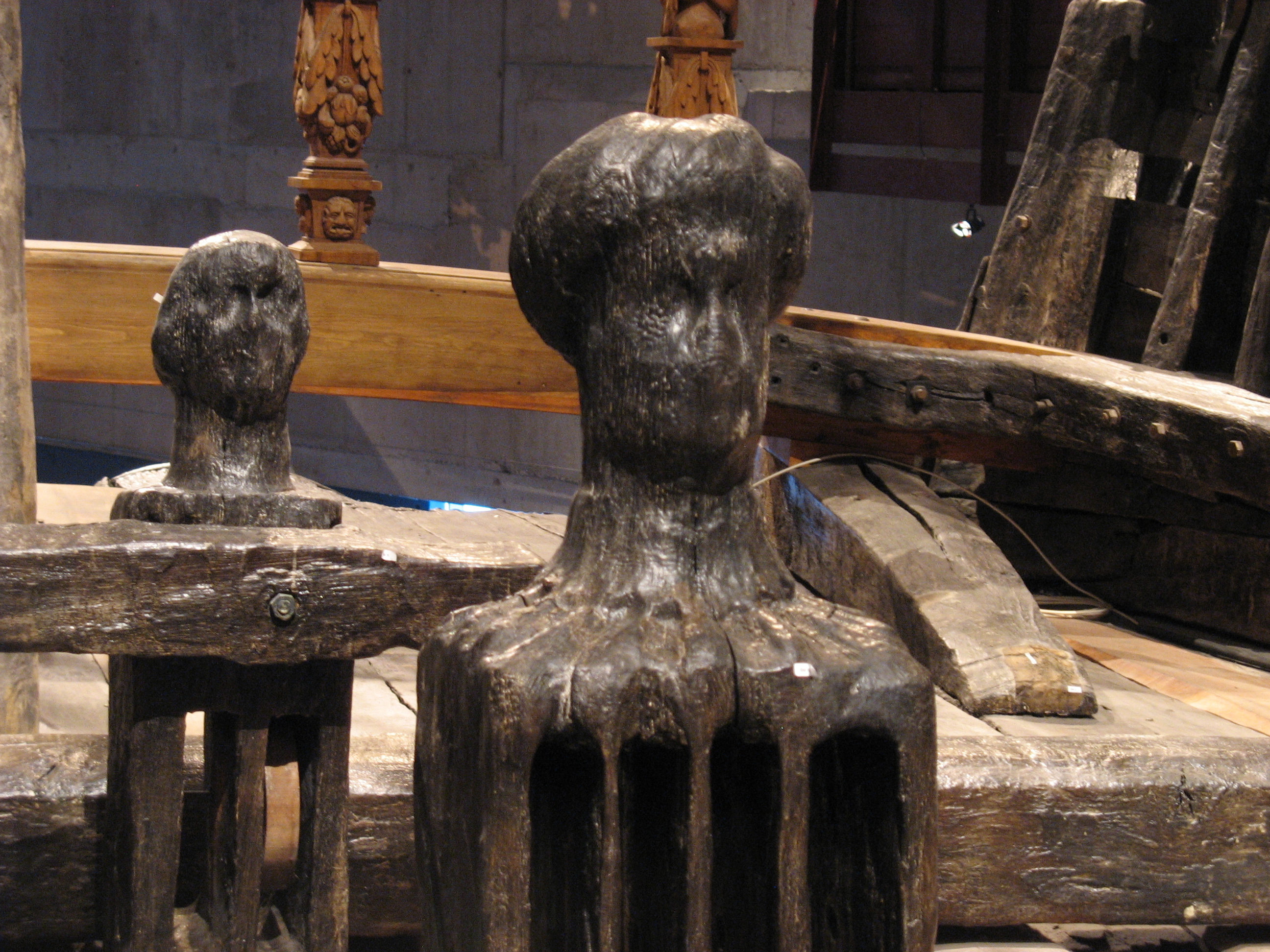
Två knektar (poster som användes för att fästa rep vid) på Vasas väderdäck. Detaljerna på de snidade huvudena har eroderats till oigenkännlighet av strömmarna de utsattes för i över trehundra år.

Under de 333 år som Vasa låg på botten av Stockholms inlopp utsattes skeppet och dess innehåll för ett antal destruktiva krafter, varav nedbrytning och erosion var de främsta. De tusentals järnbultarna som höll ihop galjonen, det mesta av akterkastellet och de många träskulpturerna var bland de första föremålen som bröts ner. Så gott som allt järn på skeppet rostade bort på bara några år efter katastrofen och av de större järnföremålen som kanonkulor återstod enbart kol. Trots att mängden metall var så gott som obefintlig när skeppet bärgades, hjälpte kolet att bevara formen på många större metallföremål. Av de mänskliga kvarlevorna blev alla mjukdelar snabbt uppätna av bakterier, fisk och skaldjur och endast benen återstod, ofta sammanhållna endast av kläder. Kläder och läderföremål, såsom skinnpungar och skor blev illa åtgångna, men mycket förblev i stort intakt till 1900-talet.
Hela akterkastellet, den höga konstruktionen i aktern där officerarna hade sina hytter, kollapsade gradvis ner i dyn runt skeppet med alla utsmyckningar, all färg och förgyllning så när som på enstaka spår försvann. Låringsgallerierna som var fästade på sidan av akterkastellet kollapsade tidigt och återfanns liggande nästan precis direkt nedanför där de ursprungligen suttit. Många träföremål blev eroderade av strömmarna och det sediment de bar med sig, och många skulpturer blev så nedslitna att de nätt och jämnt gick att identifiera som utsnidade föremål.
Utöver förfallet som orsakades av naturliga krafter blev vraket skadat av rent mekanisk inverkan orsakad av människor. De mer eller mindre lyckade bärgningsoperationerna från 1629 till 1680-talet hade en stor inverkan på skeppets struktur. Peckell och Treileben hade brutit upp och forslat bort stora delar av väderdäcket för att komma åt kanonerna under. Peckell beskrev också att han hade bärgat 30 vagnslaster trä från skeppet, och bland dessa kan ha funnits inte bara plankor och delar av skeppets konstruktion utan även skulpturer som idag saknas, som den ene romerske krigaren i naturlig storlek vid fören och den mindre skulpturen av Septimius Severus som en gång antogs ha suttit på galjonens babordssida. Eftersom Vasa låg precis under en viktig farled dumpades åtskilliga ton slagg och sprängsten från bygget av torrdockan på Beckholmen på skeppet under 1800-talet. Det här bidrog ytterligare till att det mesta av akterkastellet och väderdäcket kollapsade. Man återfann också spår av ankare som fastnat i skeppet och sedan slitits loss med våldsam kraft.

### Återupptäckt och bärgning

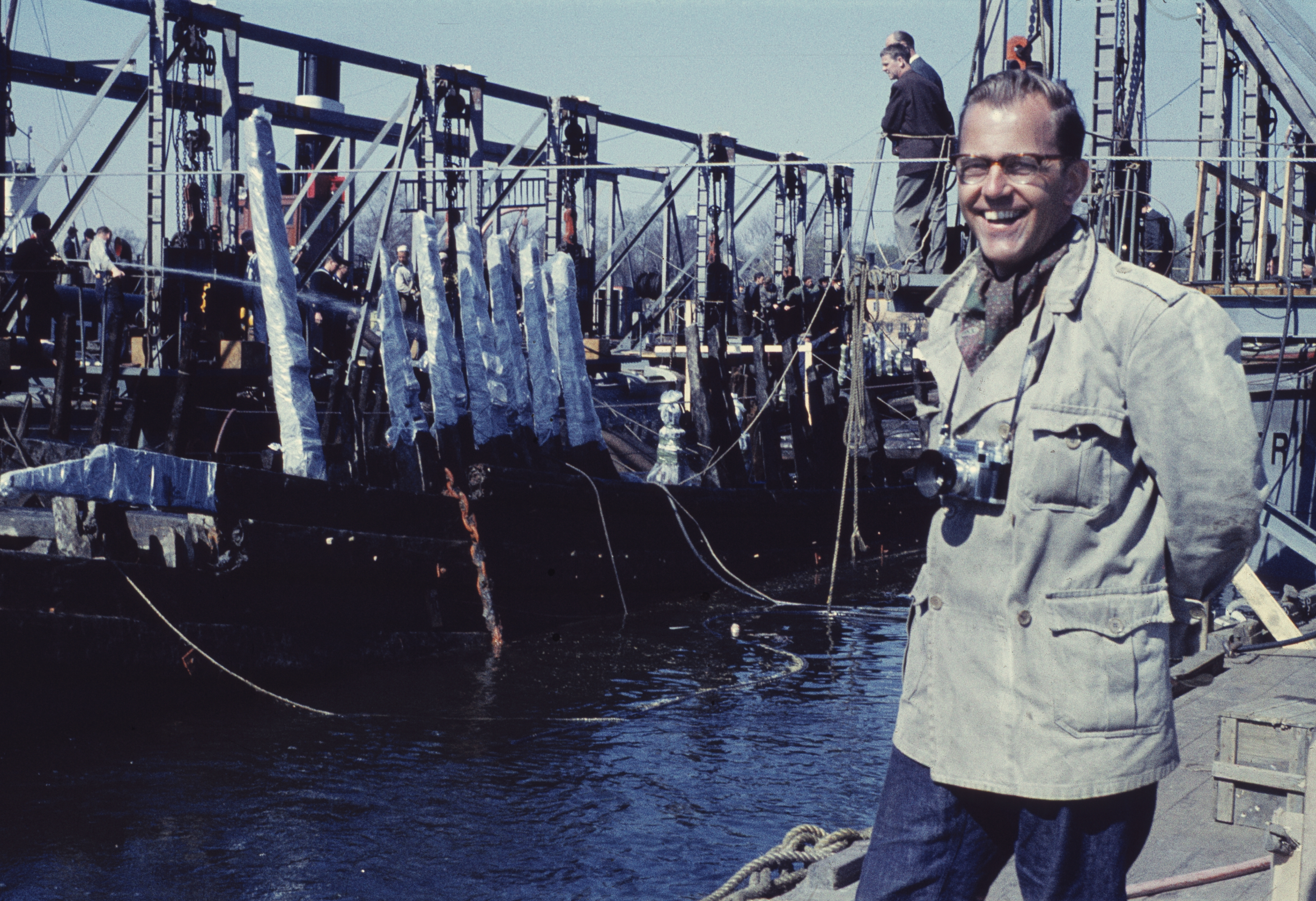
Anders Franzén, amatörhistorikern som återupptäckte och lokaliserade Vasa på 1950-talet.

I början av 1950-talet övervägde amatörarkeologen Anders Franzén möjligheterna att bärga vrak från de kalla, bräckta vattnen i Östersjön eftersom de var fria från skeppsmasken Teredo navalis som i varmare och saltare vatten snabbt brukar förstöra sjunkna träskepp. Franzén hade tidigare hjälpt till att lokalisera vraken efter bland annat fartygen Äpplet och Lybska Svan. Efter lång tids efterforskningar började han söka även efter Vasa. Han tillbringade många år med att sondera Stockholms ström i närheten av de många angivna vrakplatser som fanns i källorna. Det var dock inte förrän han blev varse en okänd topografisk avvikelse strax söder om Gustaf V-dockan på Beckholmen som han kunde begränsa sina lodningar. Den 25 augusti 1956, med ett enkelt propplod av bly han tillverkat själv, lokaliserade han ett stort träobjekt nästan exakt parallellt med mynningen till dockan på Beckholmen. Fyndet blev mycket uppmärksammat även om identifieringen av skeppet inte kunde säkras utan mer detaljerade undersökningar. Snart efter att man tillkännagivit fyndet började man planera för hur man skulle gräva ut och bärga Vasa. Svenska flottan deltog från ett tidigt stadium i arbetet tillsammans med diverse museer och Riksantikvarieämbetet som representerades i en officiell kommitté.

### Vasaprojektet
Återupptäckten av Vasa vållade inledningsvis inte någon entusiasm hos berörda myndigheter. En juridisk utredning visade att det var Kungl. Marinförvaltningen som hade det formella ägareansvaret för sjunkna örlogsfartyg, men där var man inte road av att börja gräva i en 300 år gammal felkonstruktion, medan Sjöhistoriska museet som ansvarade för marinarkeologi såg Vasa som en farlig konkurrent till sin ordinarie verksamhet. Anders Franzén engagerade sig därför i en omfattande lobbyverksamhet för en bärgning av fartyget. Han sände informationsmaterial om Vasa, bland annat till kung Gustaf VI Adolf. Franzén såg värdet i att bärga ett helt fartyg från 1600-talet, inte bara ordna en utgrävning för att hitta föremål som kunde ställas ut på museer.

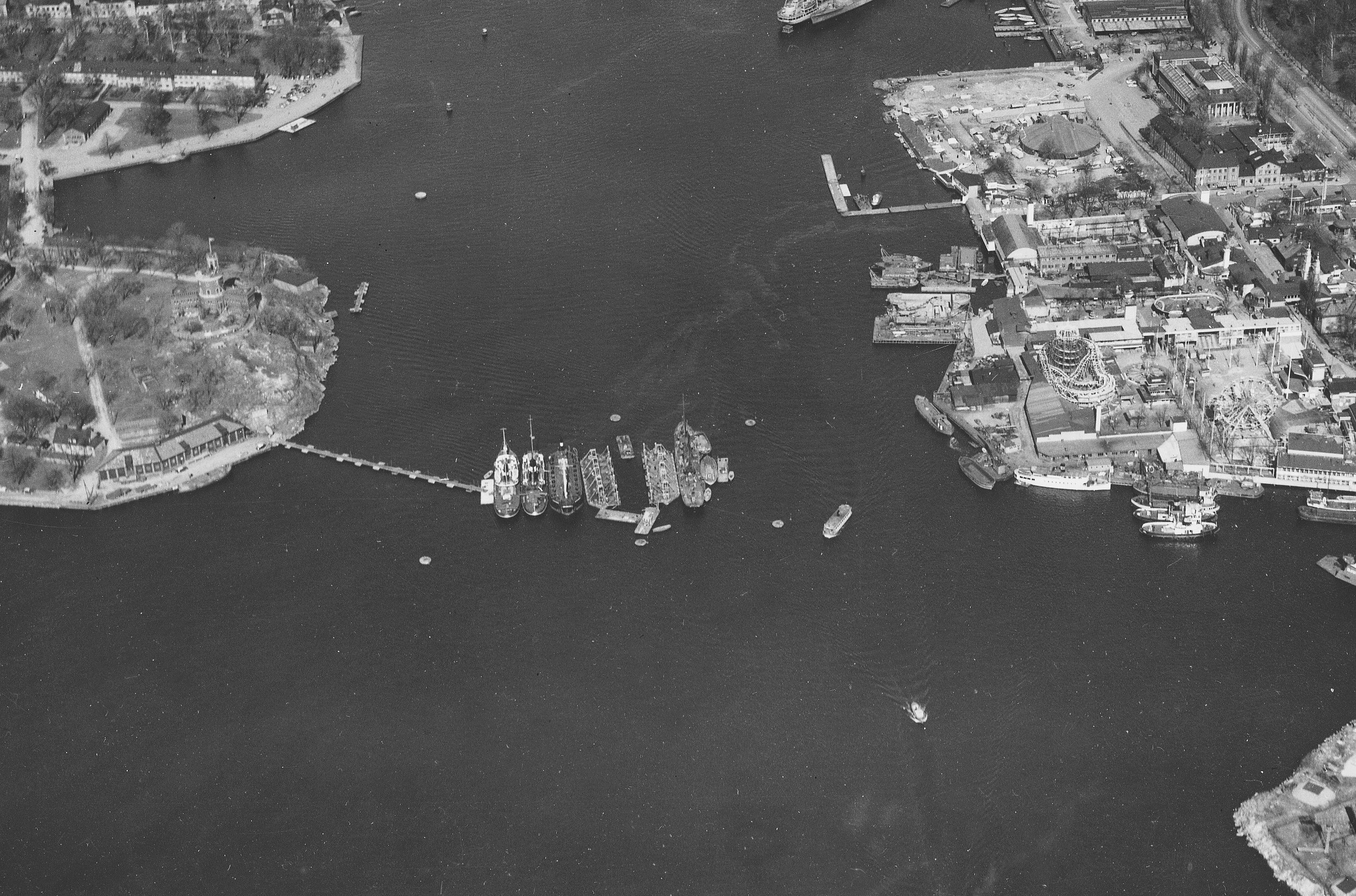
Kastellholmen (t.v.) och Gröna Lund, i bildmitt pågår bärgningen av Vasa. Flygfotografi av Oscar Bladh, 1961.

Dykarundersökningar under hösten 1956 genomfördes för att identifiera vraket och fastställa dess kondition. Då vraket med undantag för de övre delarna verkade vara väl bevarat, uppstod frågan om man kunde ta upp hela fartyget för att ställa ut det som museum. Att bärga ett 300 år gammalt träfartyg av okänd hållfasthet och bevara det för framtiden var dock en uppgift som innehöll både stora och okända utmaningar. För att utreda möjligheterna tillsattes därför Wasa-Kommittén (senare Wasanämnden) med representanter för berörda myndigheter och den största civila sponsorn Neptunbolaget. Wasa-Kommittén lämnade sin rapport i februari 1958 och kom därefter att samordna arbetet mellan de olika bärgningsaktörerna.
Vraket lyftes genom att man grävde sex tunnlar under skrovet samt drog stålvajrar fästade vid pontoner genom dessa. Arbetet under skeppet var mycket farligt och innebar att dykare skulle spola ut lera och slam med vatten genom så kallade zetterströmmunstycken under högt tryck. Sikten var ofta så gott som obefintlig och även under optimala förhållanden oftast bara några meter. Det fanns en mycket påtaglig risk att vraket när som helst skulle förskjutas eller sätta sig djupare i dyn medan en dykare arbetade i en av tunnlarna. Den nästan vertikala sektionen av tunnlarna på skrovets sidor kunde också kollapsa och begrava dykare. Från hösten 1956 till april 1961 genomförde 36 tungdykare från marinen 2 200 dykningar omfattande 4 500 timmar under ledningen av Per Edvin Fälting. I fler än 1 500 dyktimmar låg marinens dykare nere i leran och gyttjan i en 80 x 100 centimeter bred tunnel, 33 meter under havsytan och 22 meter in i tunneln. Man arbetade där med vattenspolning och sugslangar i fullständigt mörker, instängda i en dykarhuv, vid många tillfällen utan att kunna vända sig i tunneln. Trots de farliga förhållandena skedde inga allvarligare olyckor.
Skeppet förflyttades till grundare vatten genom 18 lyft mellan augusti och september 1959; man tog henne från 32 m djup till 16 m, och till ett mer skyddat område av Kastellholmsviken som gjorde dykningar mindre komplicerade. Där förbereddes skeppet för det sista lyftet mot ytan i ett och ett halvt år. Den 18 juni 1960 hittades på övre batteridäck skeletten av två besättningsmän. Det ena var närmast helt bevarat och hos det andra fanns kraniet och ytterligare några delar kvar; lämningarna togs senare om hand av Riksantikvarieämbetet. Genom tevesändningar 26 augusti 1960 hade över 40 miljoner människor i åtta europeiska länder möjlighet att under en timmes tid följa bärgningsarbetet av bland annat en av Vasas kanoner.
Dykningarna på fyndplatsen fortsatte efter bärgningen och en mängd fynd gjordes. År 1967 bärgades det sista föremålet: Vasas storbåt espingen. 

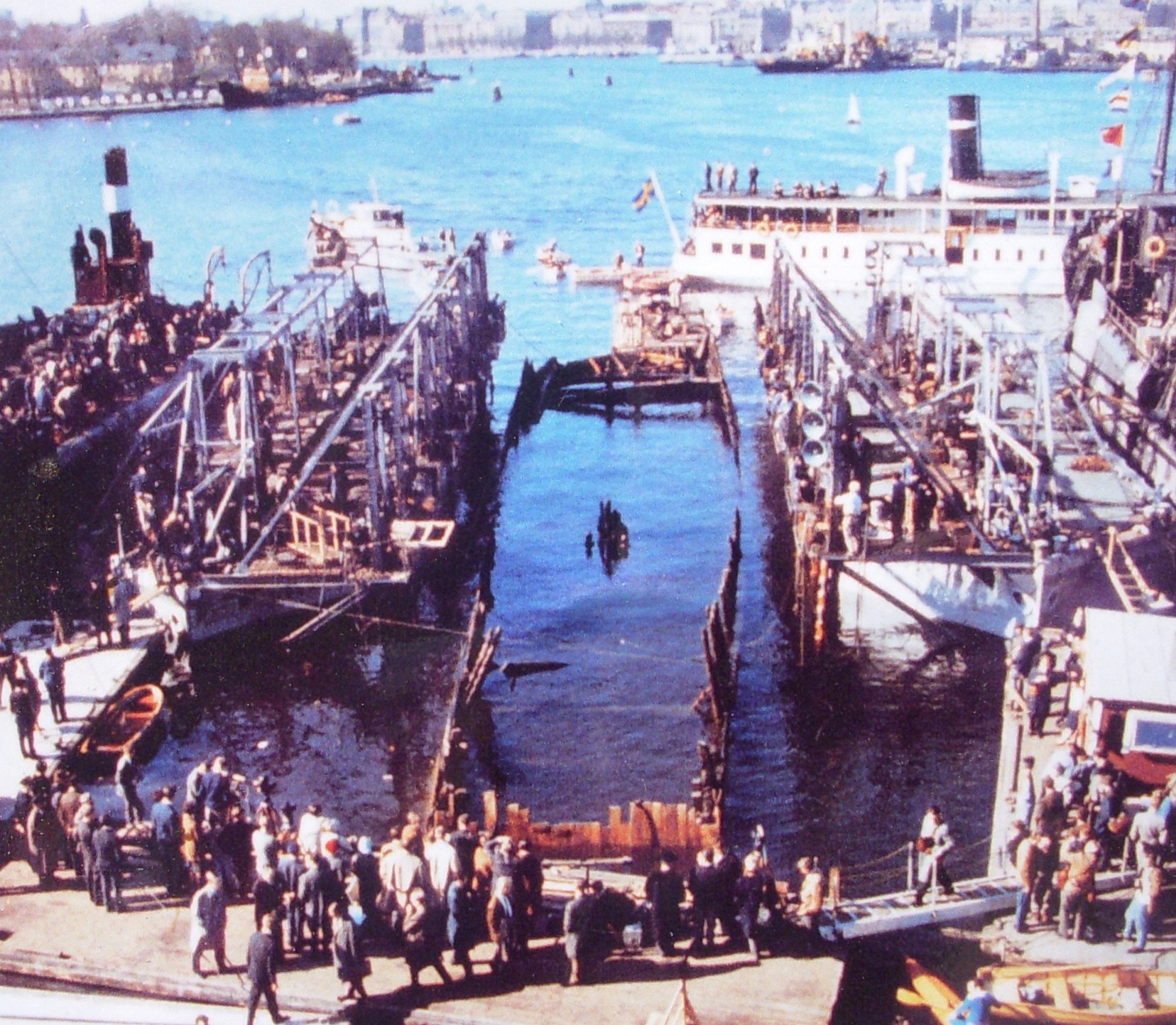
24 april 1961 gjordes det slutliga lyftet av Vasa vid Kastellholmen.

Bråte, slagg och lera rensades från de övre däcken för att göra vraket lättare och man gjorde skrovet så vattentätt som möjligt. Kanonportarna tätades med specialbyggda luckor, en tillfällig ersättning för det kollapsade akterkastellet byggdes och samtliga av de tusentals hål efter järnbultar som rostat bort pluggades igen. Det första lyftet påbörjades 8 april 1961 och på morgonen 24 april var Vasa redo att se dagsljus igen för första gången på 333 år. Press från hela världen, tevekameror, 400 inbjudna gäster på pråmar och båtar och tusentals åskådare längs kajerna såg på när de första bjälkarna bröt vattenytan. Man tätade sedan skeppet och placerade det på en särskild ponton inför bogseringen till Gustaf V:s torrdocka på Beckholmen där det skulle genomgå en detaljerad arkeologisk utgrävning.
Från slutet av 1961 hystes Vasa i en tillfällig byggnad som kallades Wasavarvet, vilket öppnade för publik den 16 februari 1962. Vid öppningsceremonin sköts salut från två av Vasas kanoner. Besökare kunde se skeppet från två nivåer och det största avståndet var fem meter. År 1981 beslutade regeringen att man skulle bygga en permanent byggnad och man utlyste en arkitekttävling. Det första spadtaget togs 1987 och Vasa bogserades in i det halvfärdiga Vasamuseet i december 1988. Museet öppnades officiellt 1990.

## Orsaker till förlisningen
På Vasas tid kände man inte till några metoder för att beräkna ett fartygs stabilitet, utan var hänvisad till erfarenheter från tidigare byggda fartyg. Efter Vasas bärgning, och efter att skrovets och riggens dimensioner kunde mätas och barlasten vägas, kunde konstateras att Vasa på jungfruresan hade en så dålig stabilitet att en vindby räckte för att få henne att kantra. Åsikterna går fortfarande isär om vad som utlöste katastrofen och vem som kan betecknas som skyldig. Däremot anses det helt klart att Vasa inte var en beprövad konstruktion och att hon hade ett mycket stort antal kanoner i förhållande till sin vikt. Om de nedre kanonportarna varit stängda, hade kanske katastrofen kunnat undvikas.
En annan skeppsbyggare än Hybertsson hade möjligen kunnat förutse problemen och ökat barlasten eller gjort henne bredare och på så sätt undvikit katastrofen. Dessutom dog Hybertsson ett år före jungfruseglatsen och skeppsbyggarmästare Hein Jakobsson tog då över bygget. Förhörsledarna konstaterade att Vasa antagligen var välbyggt, men felproportionerat. Efter Vasa byggdes stabila krigsfartyg med både två och tre batteridäck.
Sjöstriden hade under denna tid övergått från att ha bestått av att fiendeskepp närmade sig och sköt några skott, och sedan snabbt övergick i närstrid – därav de 300 soldaterna. Efter cirka 1680 skulle den så kallade linjeskeppstaktiken helt ta över. Den bestod av att de två fiendeflottorna formerade sig på linjer och sköt mot varandra från avstånd. Vasa är en konstruktion som faller mellan dessa två taktiker; det 20 meter höga akterkastellet lämpar sig väl för att låta soldater skjuta nedåt på lägre fartyg samtidigt som de två batteridäcken gav skeppet stor eldkraft.

## Arkeologi

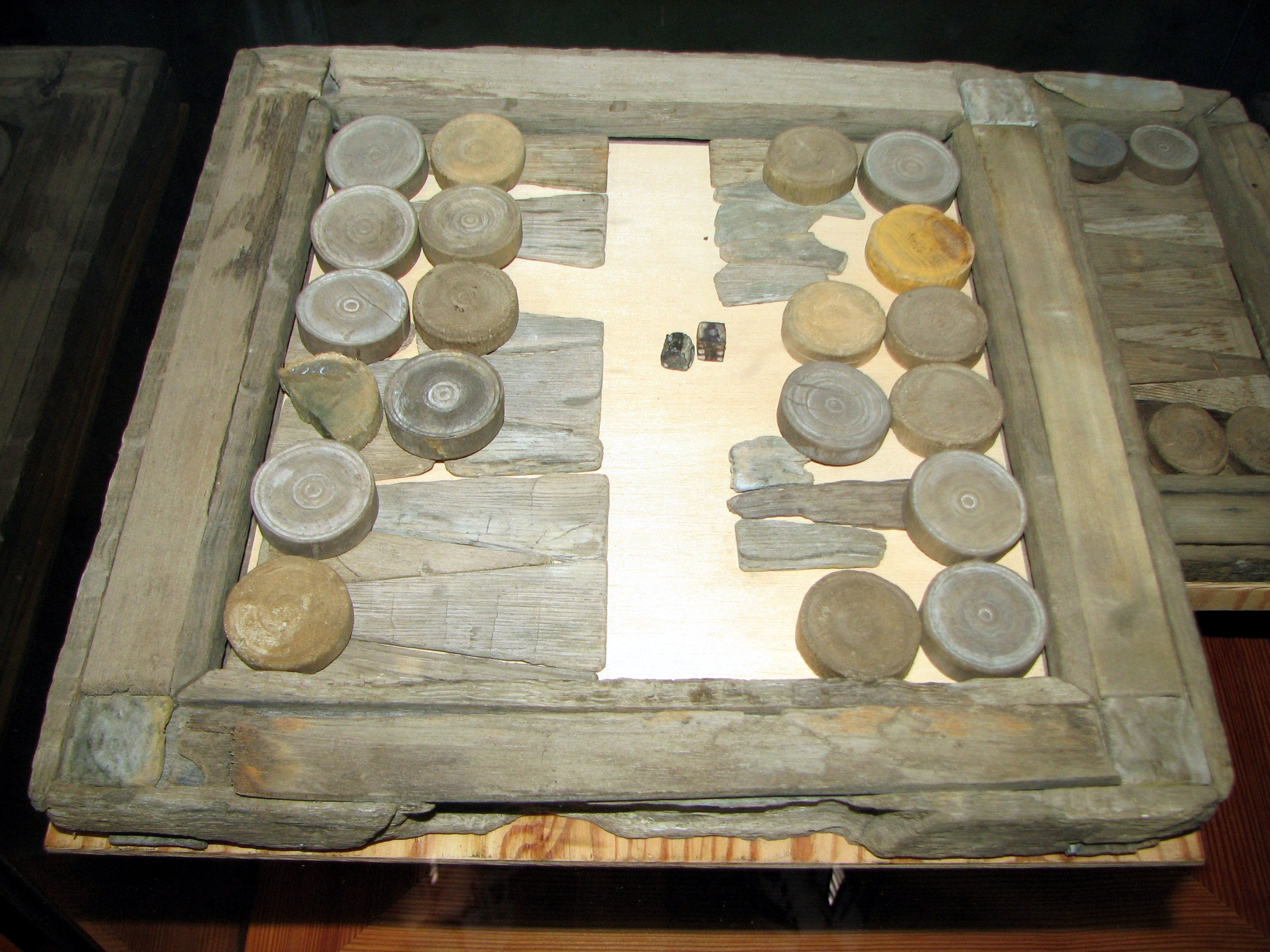
Ett brädspel hittat på Vasa, inklusive tillhörande spelpjäser och tärningar.

Vasa var en utmaning för arkeologer utan tidigare motsvarighet. Aldrig tidigare hade en struktur med fyra våningar med det mesta av det ursprungliga innehållet varit tillgängligt för vetenskapliga utgrävningar.  Arbetsförhållandena på fartyget var också svåra eftersom man var tvungen att hålla skrovet blött för att det inte skulle torka ut och spricka. Utgrävningarna utfördes i konstant väta och med lager av slam och lera som kunde vara mer än meter djupt. För att kunna fastställa fyndplatser för enskilda objekt delades skrovet in i flera sektioner efter däckbalkar och enskilda däck, med en skiljelinje som drogs längs med skrovets mittlinje. För det mesta arbetade man med ett däck i taget, men ibland även på flera nivåer samtidigt.

### Fynd
Vasa hade vid bärgningen intakta däcknivåer: övre och undre batteridäck, hålskeppet och trossdäcket. På grund av behovet av att snabbt förbereda skeppet för konservering var arkeologerna tvungna att arbeta snabbt och i 13-timmarsskift under den första veckan. Övre batteridäck var påtagligt förorenat av material från det uppbrutna eller nedbrutna väderdäcket och av föroreningar från bottenmiljön. Trots det återfanns många intressanta fynd på övre batteridäck, bland annat välbevarade sjömanskistor med personliga tillhörigheter som kläder, syredskap, kammar, spritflaskor, mynt och andra mindre tillhörigheter. Tillsammans gav de en god inblick i en sjömans vardag under tidigt 1600-tal.
Till en början katalogiserades många fragment av fynd i grupper tillsammans med det eller de objekt som de varit en del av. Denna metod reviderades senare så att samtliga fynd, till exempel enskilda stavar, lock och bottnar till tunnor, räknades som enskilda föremål med egna registreringsnummer. Detta ledde till en markant ökning av antalet föremål, och den nuvarande fyndkatalogen, som delvis är tillgänglig på nätet, består av över 26 000 objekt. Många nyare fynd som hade hamnat i eller på vraket bortsåg man från under utgrävningarna, och de registrerades aldrig. Bland de mer ökända av dessa föremål var en statyett av den finska långdistanslöparen Paavo Nurmi (1897-1973) som hade placerats på vraket några dagar innan det sista lyftet av studenter vid Helsingfors tekniska högskola. Efter att själva skrovet hade bärgats och grävts ut, fortsatte man att söka på förlisningsplatsen efter de föremål som fallit från fartyget, däribland de flesta av de ungefär 700 skulpturer som utgjorde fartygets yttre utsmyckning. Det sista föremål som togs upp var Vasas storbåt. Den låg på bottnen parallellt med skrovet där den sjönk tillsammans med moderfartyget genom att den drogs ner.
Vid utgrävningarna påträffades skelett från 15 individer och skelettdelar tillhörande minst två andra personer, runt hälften av dem som ansågs ha dött. Sedan kvarlevorna genomgått en vetenskaplig undersökning begravdes de på Galärvarvskyrkogården den 10 augusti 1963, 335-årsdagen av Vasas förlisning. Graven pryddes av ett av Vasas bärgade ankaren, stenar från barlasten och en plakett med minnestext författad av prins Vilhelm. Graven öppnades 1989 så att man kunde genomföra nya undersökningar och benen förvaras nu i Vasamuseets magasin.

## Konservering

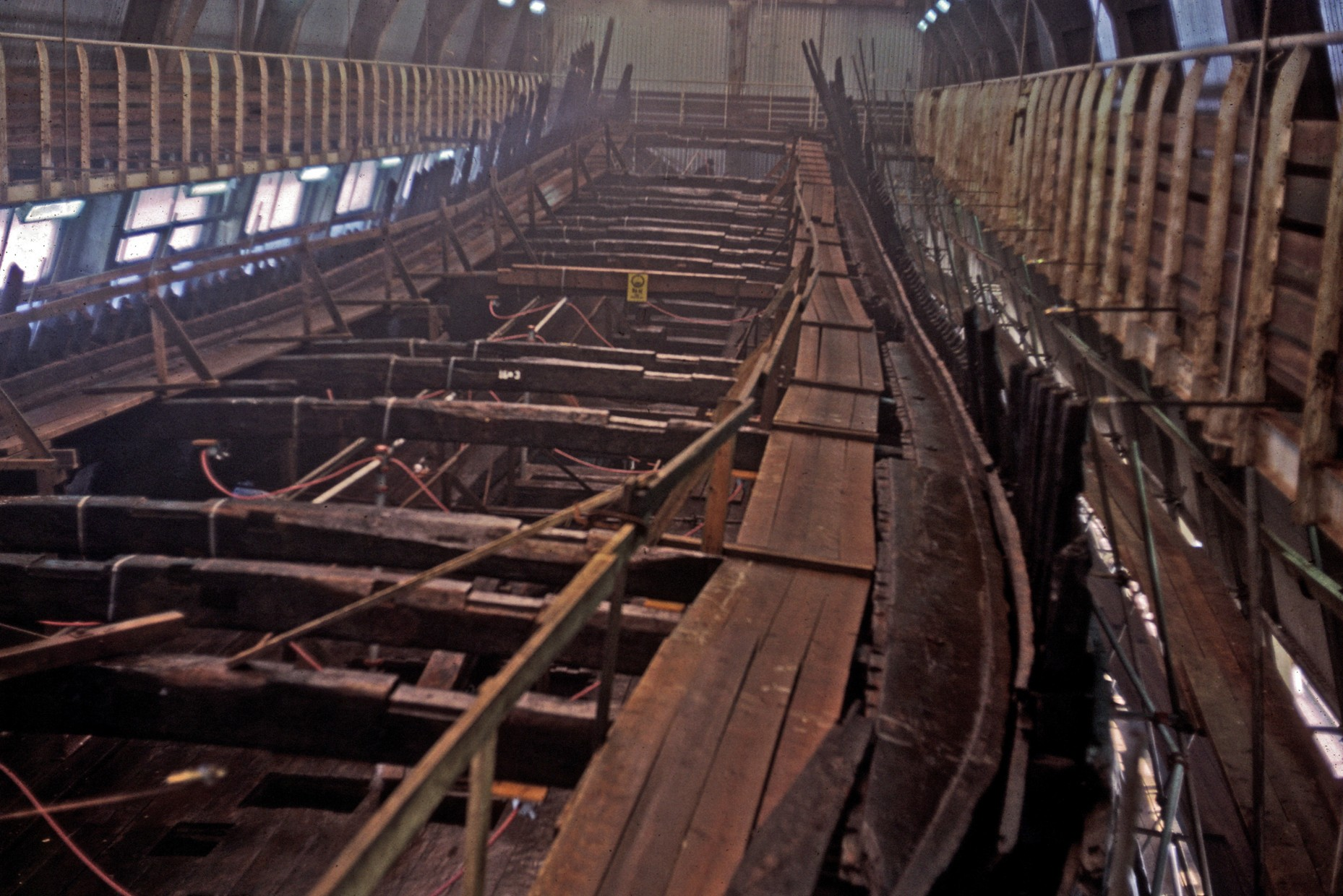
Vasa under impregnering 1965.

Även om Vasa var i förvånansvärt gott skick efter 333 år på Östersjöns botten skulle skeppet snabbt ha förfallit om man låtit träet torka i normal inomhusmiljö. Den stora volymen ekträ, över 900 kubikmeter, innebar en stor utmaning för konservatorerna. Efter en diskussion över hur man skulle bevara skeppet bestämde man sig för att använda polyetylenglykol (PEG), en metod som också skulle användas för att konservera det engelska 1500-talsskeppet Mary Rose. Vasa besprutades med PEG i 17 år och därefter lät man henne torka långsamt i ytterligare 9 år.
Anledningen till att Vasa var så välbevarad var inte bara frånvaron av skeppsmask, som annars snabbt bryter ner trä under vatten, utan också att vattnet var starkt förorenat långt in på 1970-talet. Den starkt toxiska miljön innebar att även de tåligaste mikroorganismerna som bryter ner trä hade svårt att klara sig. Det här i kombination med att Vasa var nybyggd när hon sjönk bidrog till att bevara skeppet. Dessvärre hade gifterna i vattnet även negativa effekter. Svavlet i vattnet hade trängt in i träet och när skeppet bärgades började det reagera med den syrerika omgivningen och bildade svavelsyra. Hösten 2000 upptäckte man att vita fläckar som varierade i storlek från bara några centimeter till en halv meter hade uppstått på skrovet. Det visade sig att fläckarna var salter som bildades på träets yta när sulfater reagerade med syre. Fläckarna hade mycket låga pH-värden och var det första tecknet på att skeppet innehöll stora mängder svavelsyra. Salterna på ytan av Vasa och andra träföremål är inte ett hot i sig (även om missfärgningarna kan verka störande) men om de bildas inuti träet kan de leda till att träet spricker från insidan. Detta skulle vara särskilt förödande för föremål som gjorts av skickliga hantverkare, som de många vardagsföremålen och de hundratals skulpturerna. År 2002 uppskattades mängden svavelsyra i Vasas skrov till över 2 ton, och ca 100 kg bildas varje år. Det finns tillräckligt med svavel i skeppet för ytterligare 5 ton syra, något som kan leda till omfattande skador på skeppet om inga åtgärder vidtas.

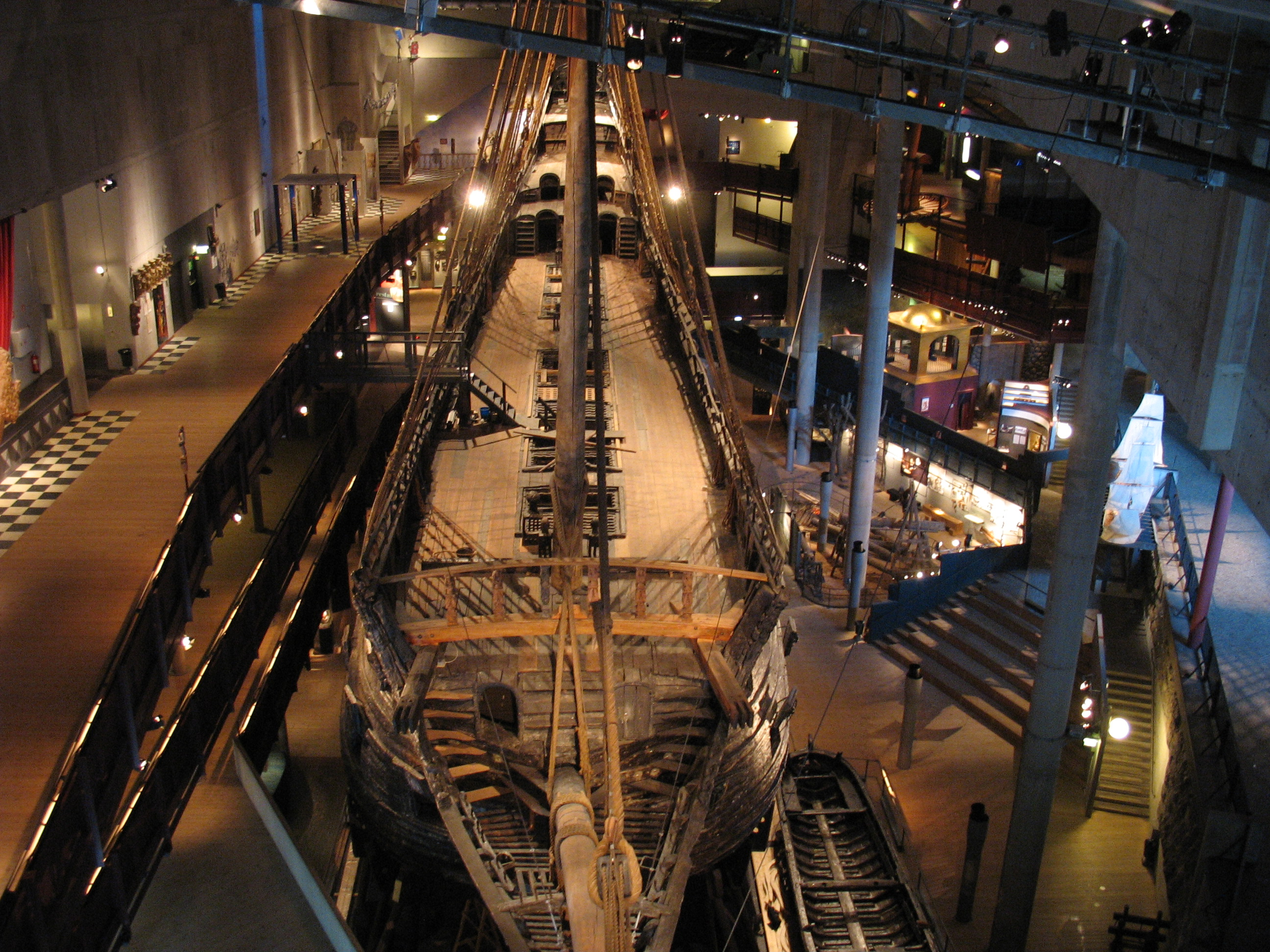
Vasa i stora skeppshallen i Vasamuseet. Riggen och väderdäcket är till största del nykonstruerat och kontrasten mot det mörka ekträet är tydlig.

Museet kontrollerar kontinuerligt skeppet för tecken på förfall och förändringar i träkonstruktionen. Forskning pågår ständigt att hitta de bästa metoderna för att bevara skeppet för framtida generationer och för att analysera materialet så noga som möjligt. Ett problem som nyligen[när?] uppdagats är att träet börjat ge vika och att stöttorna som håller upp skeppet pressas allt djupare in i träet. "Skrovet rör på sig oroande mycket. Om inget görs kommer båten förmodligen att kantra – liksom år 1628 på babords sida", har Magnus Olofson på Vasaenheten vid Statens maritima museer kommenterat. Satsningar för att rädda Vasa för framtiden har gjorts i samarbete med Kungliga Tekniska högskolan, Texas A&M University och andra institutioner världen över.
För att sakta ner nedbrytningsprocesser hålls temperaturen i skeppshallen i Vasamuseet konstant mellan 18 och 20 °C med en luftfuktighet kring 55 %. För att motverka nedbrytningen som orsakas av svavelsyran har man provat en rad olika metoder. Mindre föremål har förseglats i plastbehållare med kväve som effektivt bromsar reaktionen mellan svavel och syre. Skeppet har behandlats med dukar dränkta i en basisk lösning för att neutralisera det låga pH-värdet, men detta är endast en tillfällig lösning eftersom ny syra bildas hela tiden. De ursprungliga bultarna rostade sönder efter att skeppet sjönk, men ersattes med nya efter bärgningen som var galvaniserade och täckta med epoxi. Trots det började även de nya bultarna rosta och släppte ut järn i träet som påskyndar nedbrytningen. Under perioden 2011 till 2018 byttes de gamla bultarna ut mot bultar tillverkade i höglegerat rostfritt stål med mycket hög hållfasthet. Materialet, som heter SAF2707, används normalt inom den mycket krävande olje- och gasindustrin och klarar de allra mest krävande miljöerna.

## Eftermäle
Förlusten av Vasa var inte den direkta och omedelbara orsaken till några förändringar, men skyndade troligen på en centralisering och effektivisering av kronans system för att bygga krigsfartyg. Det tidigare så kallade arrendesystemet, en sorts entreprenadverksamhet, som hade hanterat verksamheten vid skeppsgården i Stockholm lades ner, och istället tog centralmakten över den direkta driften av all verksamhet. Till stor del var det en fråga om en ekonomisk reform som grundades på svårigheterna att hantera flödet av pengar inom arrendesystemet, men enligt marinhistorikern Fred Hocker kan Vasas offentliga förlisning troligen ha skyndat på förloppet.
Maktbalansen i Östersjön påverkades egentligen inte av Vasas förlisning. Den polska flottan var för liten för att utgöra något hot ens mot en svensk flotta försvagad av stora förluster och få nybyggnationer, och inte heller den tysk-romerska kejserliga flottan var någon kraft att räkna med. Ärkefienden Danmark hade en slagkraftig styrka att sätta mot Sverige, men eftersom Kristian IV hade drabbats av svåra förluster under 1620-talet blev det aldrig något reellt hot. Hade Vasa sjunkit först två år senare, när Gustav II Adolf hade blivit djupt inblandad i kriget i Tyskland och behövde säkra transportleder, hade det kunnat bli ett betydligt värre problem.

### Historisk och nationell symbolik
Vasa har på många sätt blivit en populär och allmänt erkänd symbol för ett historieberättande om den svenska stormaktstiden och det tidiga skedet i utvecklingen av en europeisk nationalstat. Inom historia och marinarkeologi har stora krigsfartyg från 1500-, 1600- och 1700-talen fått särskilt stor uppmärksamhet som upplevda symboler för en svunnen storhetstid inom den svenska historien. Bland dessa är Vasa det enskilt mest kända exemplet i Sverige; fartyget har även fått stor betydelse internationellt. Idag har själva namnet Vasa blivit en synonym för sjunkna skepp som anses ha särskilt stor historisk betydelse, och dessa beskrivs och värderas i relation till Vasa. Marinarkeologen Carl-Olof Cederlund, som varit aktiv inom de olika Vasaprojekten, har beskrivit fenomenet under benämningen "regalskepps-syndromet" och knyter an det till idéhistorisk nationalism och traditionella uppfattningar om hjältekonungar och ära genom krigsbragder. Fokuset ligger på "stora perioder" inom "vår [Sveriges] historia" och har stora likheter med hur man i Norden ser på vikingatiden och inom västvärlden på den romerska och grekiska antiken. Cederlund har pekat på den rituella karaktären i till exempel den vida uppmärksammade bärgningen av Vasa och jämfört Vasamuseet med "ett tempel i klassisk bemärkelse". Museets placering på Djurgården, traditionell kunglig mark, och dess fokus på "kungens skepp" har föranlett en beskrivning av det som "Det Kungliga Skeppets Tempel".

### Litteratur och populärkultur

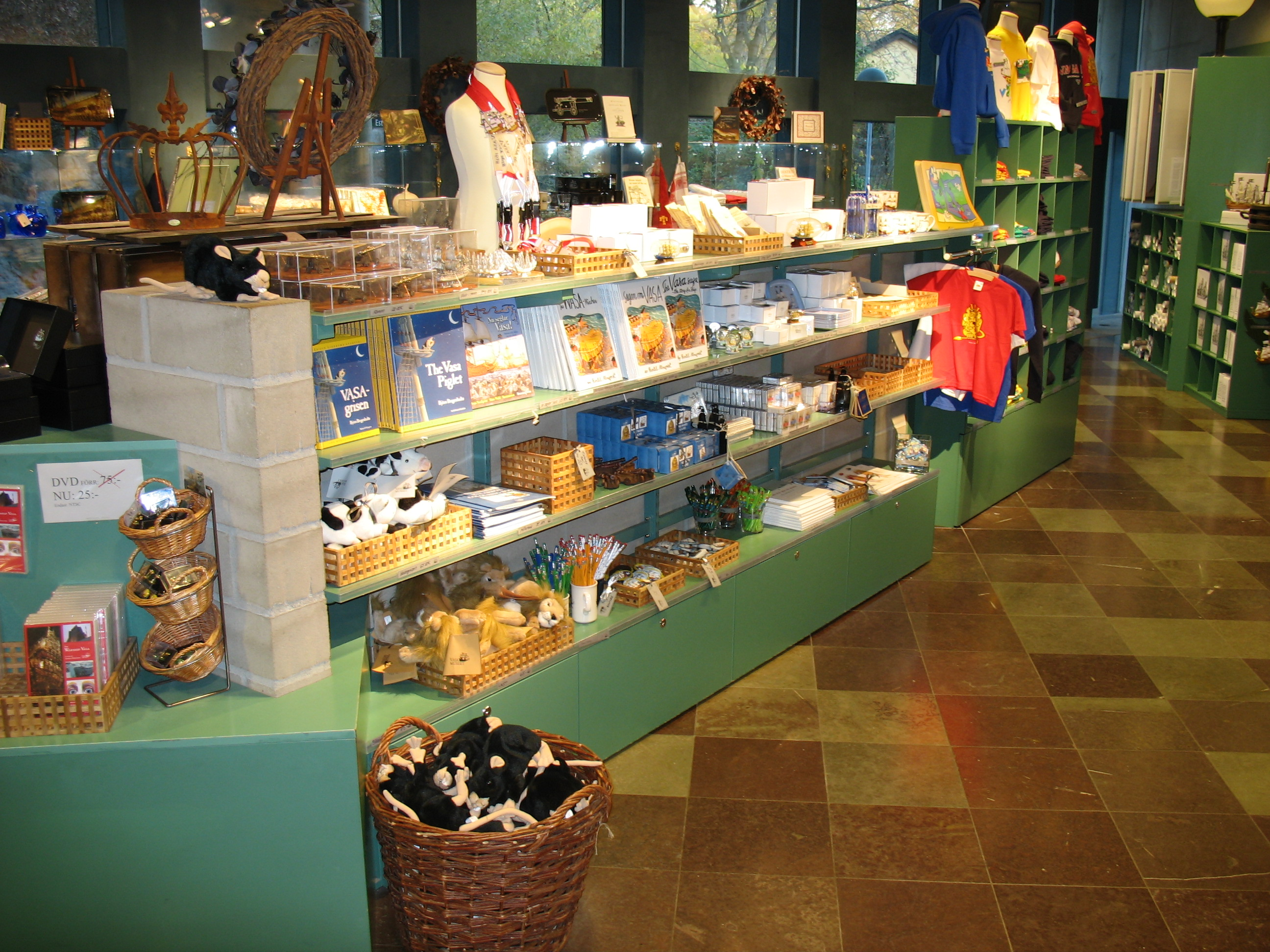
Några av de många böcker och souvenirer som inspirerats av Vasa.

## Viktiga årtal

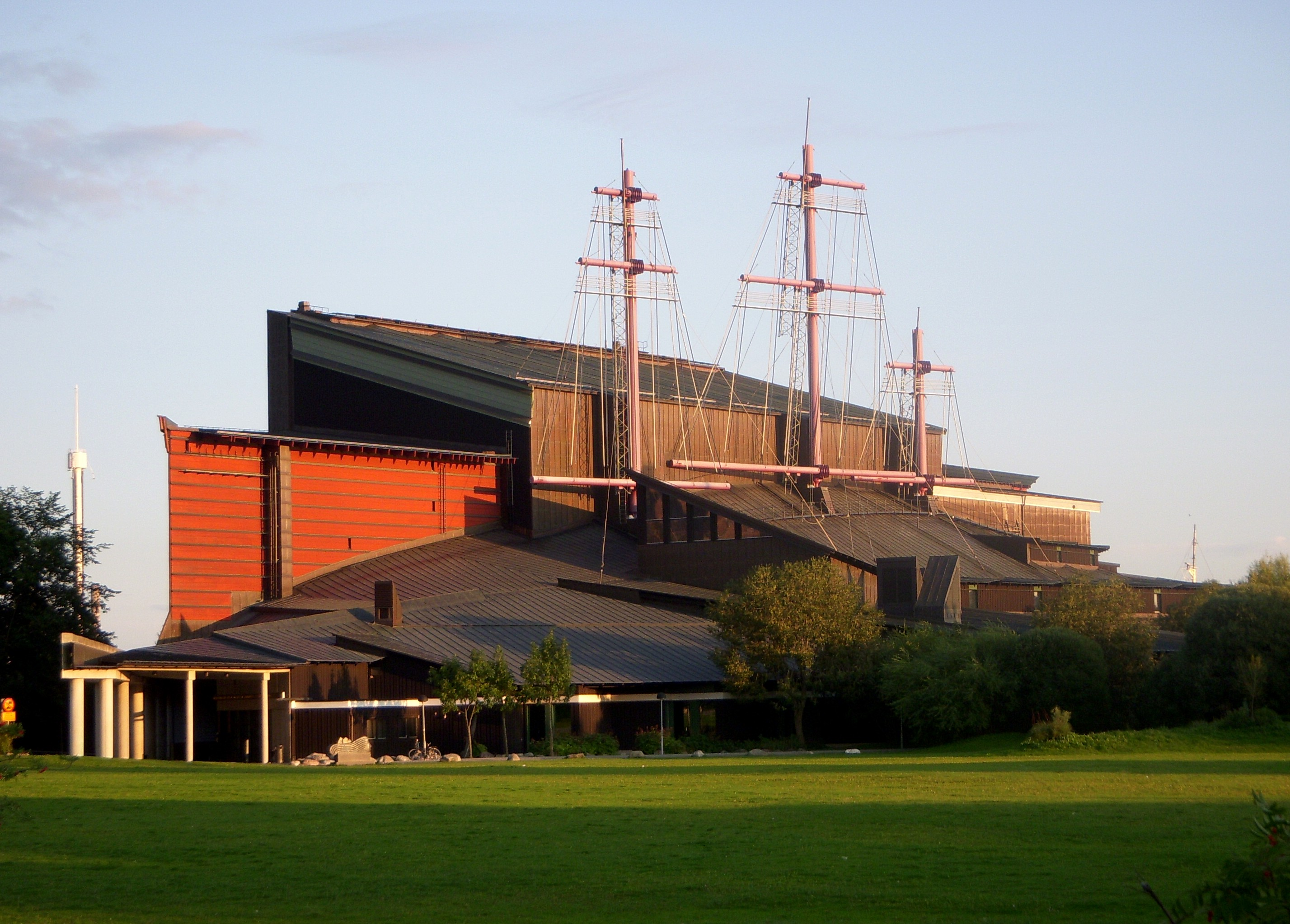
Vasamuseet på Södra Djurgården år 2008.